# カルロス・アゴスティーニョ・ド・ロザーリオ
カルロス・アゴスティーニョ・ド・ロザーリオ（ポルトガル語: Carlos Agostinho do Rosário、1954年10月26日-）は、モザンビークの政治家、外交官、エコノミスト。2015年1月17日より2022年3月3日まで同国首相を務めた。所属政党はモザンビーク解放戦線(FRELIMO)。姓はロザリオとも表記される。

## 経歴
1954年、イニャンバネ州マシーシェにて父アゴスティーニョ・ジュイセと母ローザ・セシェネの間に誕生し、首都マプトのエドゥアルド・モンドラーネ大学と英国ロンドン大学ワイ・カレッジにて経済学を専攻した。1977年から1983年まで公共事業・住宅省の非常勤職員として経済・金融分野の職務に携わる傍ら、1980年から1982年までマプト工科大学夜間コースで数学講師を務め、1983年にはマニカ州の柑橘類関連企業にてエコノミストの役割を果たした。1987年にはザンベジア州知事とザンベジア州委員会の次官に任命された。1994年から1999年までは農業水産大臣を務めていた。

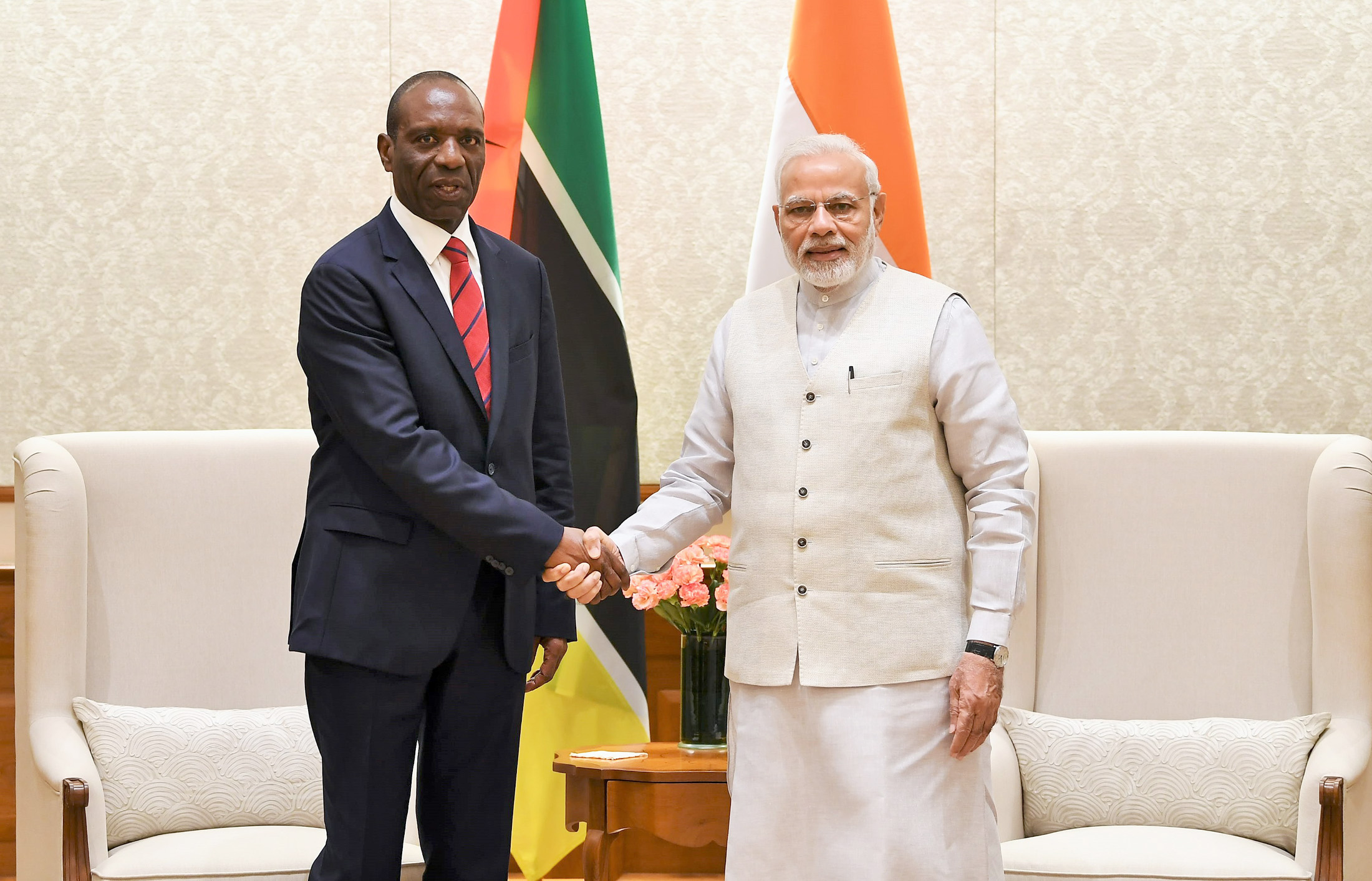
2018年6月21日、インドのナレンドラ・モディ首相と会見するロザーリオ

2002年から2008年までインドとスリランカの高等弁務官を務め、2009年には駐インドネシア大使となり、同時にシンガポール、マレーシア、タイ、東ティモール大使の役目も果たした。2005年から2012年にかけて、モザンビークとインド、東ティモールの国際関係や経済、産業に関する7件の著作を発表している。2015年1月に、新たに就任したフィリペ・ニュシ大統領により、ロザーリオは首相に任命された。22名の閣僚から組織された新内閣はアルマンド・ゲブーザ前大統領の政権時より7人少なかった。閣僚全員がFRELIMOから選出されていたため、野党のモザンビーク民族抵抗運動(RENAMO)からの批判を受けた。
2019年の共和国議会総選挙で当選。2020年1月13日の議員就任を前に、フィリペ・ニュシ大統領はロザーリオ、5人の大臣、2人の州知事、政府顧問1人の合計9人を1月9日に解任した。モザンビーク憲法では議員が公職を兼ねることを禁じていることが解任の理由と推測されたが、結局は1月17日にロザーリオは首相に再任された。2022年3月3日、ニュシ大統領より首相を解任された。